# Válečná loď

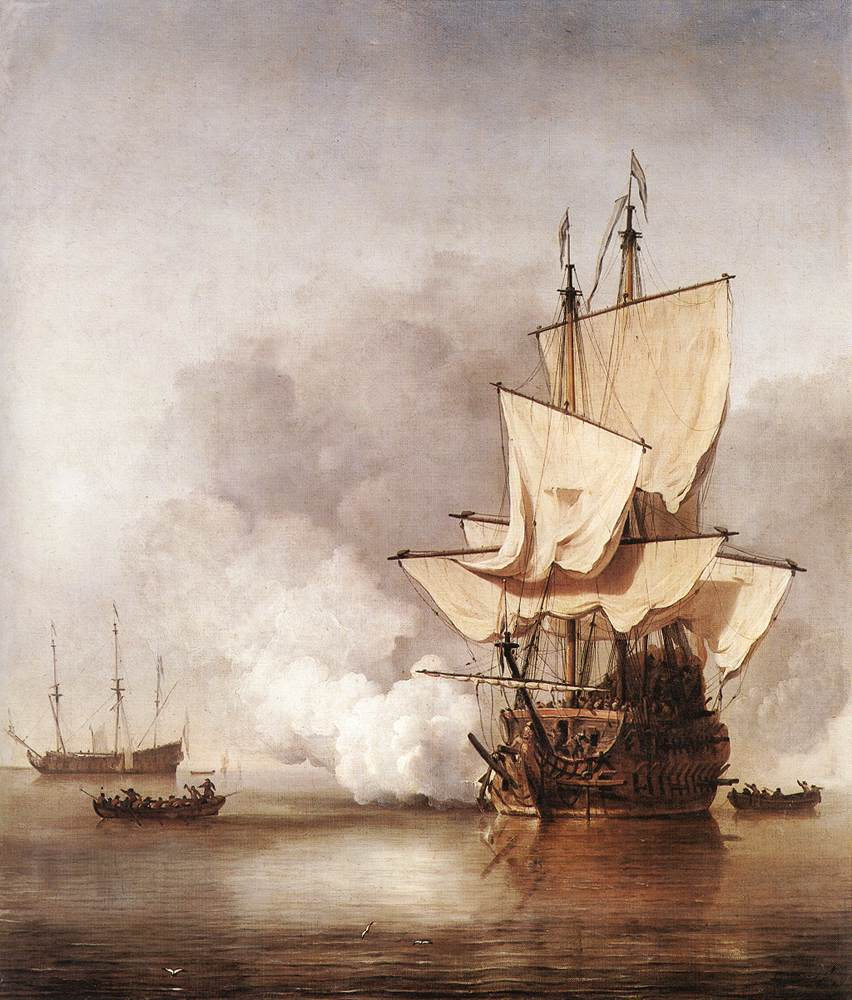
Salva od Willema van der Velde, ukazuje holandskou řadovou loď v 17. století

Válečná loď, válečné plavidlo je speciální plavidlo, které je určeno k provádění bojových operací. Může být určeno pro přímé provádění bojových operací na moři, pro pobřeží ochranu z moře, pro provádění útočných operací z moře, pro ochranu a zásobování jiných válečných lodí nebo pro transporty nebo jako nosiče zbraní.
Každá válečná loď má svého velitele s hodností podle seznamu hodností válečného námořnictva, má svou vlajku a znak velení. Velikost lodi nebo její typ záleží na účelu válečné lodi. Souboj válečných lodí protivníků se nazývá námořní bitva.
Válečné lodě jsou obvykle budované zcela jinak než obchodní lodě. Mimo toho, že jsou vybaveny zbraněmi, jsou konstruovány tak, aby vydržely i významné poškození. Jsou také rychlejší a lépe manévrují než obchodní lodě. Válečné lodě přepravují pouze zbraně, munici a bojovou posádku. Jsou součástí válečného námořnictva.
Během války se rozdíly mezi válečnými a obchodními loděmi obvykle stíraly. Obchodní lodě jsou vybaveny zbraněmi a podléhají velení vojenského námořnictva. Slouží jako pomocné nebo podpůrné křižníky. Až do 17. století bylo obvyklé, že obchodní lodě byly nuceny k službě u vojenského námořnictva. Až do 19. století bylo kvůli nebezpečí pirátských přepadů zcela obvyklé, že větší obchodní lodě byly vyzbrojeny děly.

## Typy válečných lodí

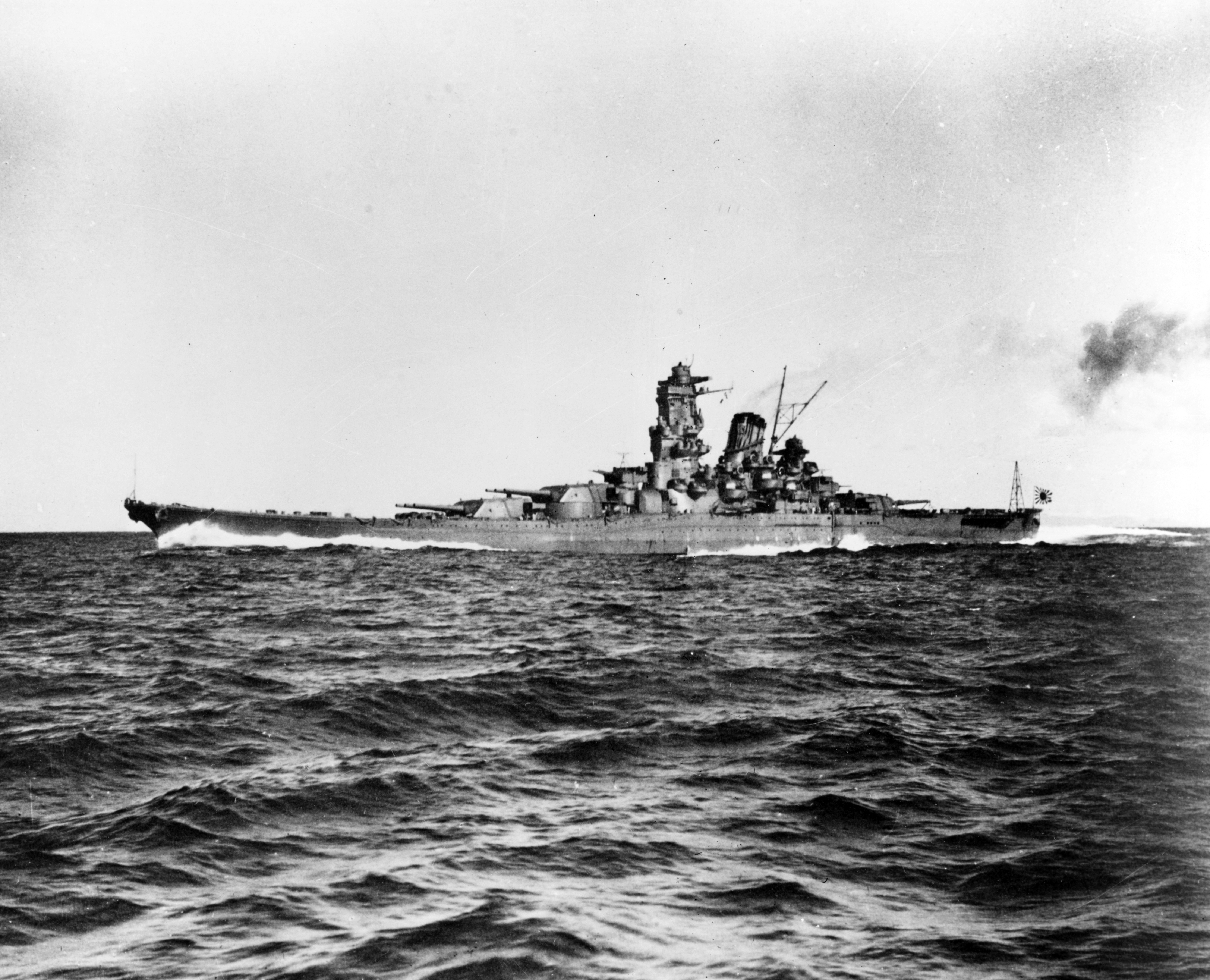
Jamato, největší a nejsilnější bitevní loď

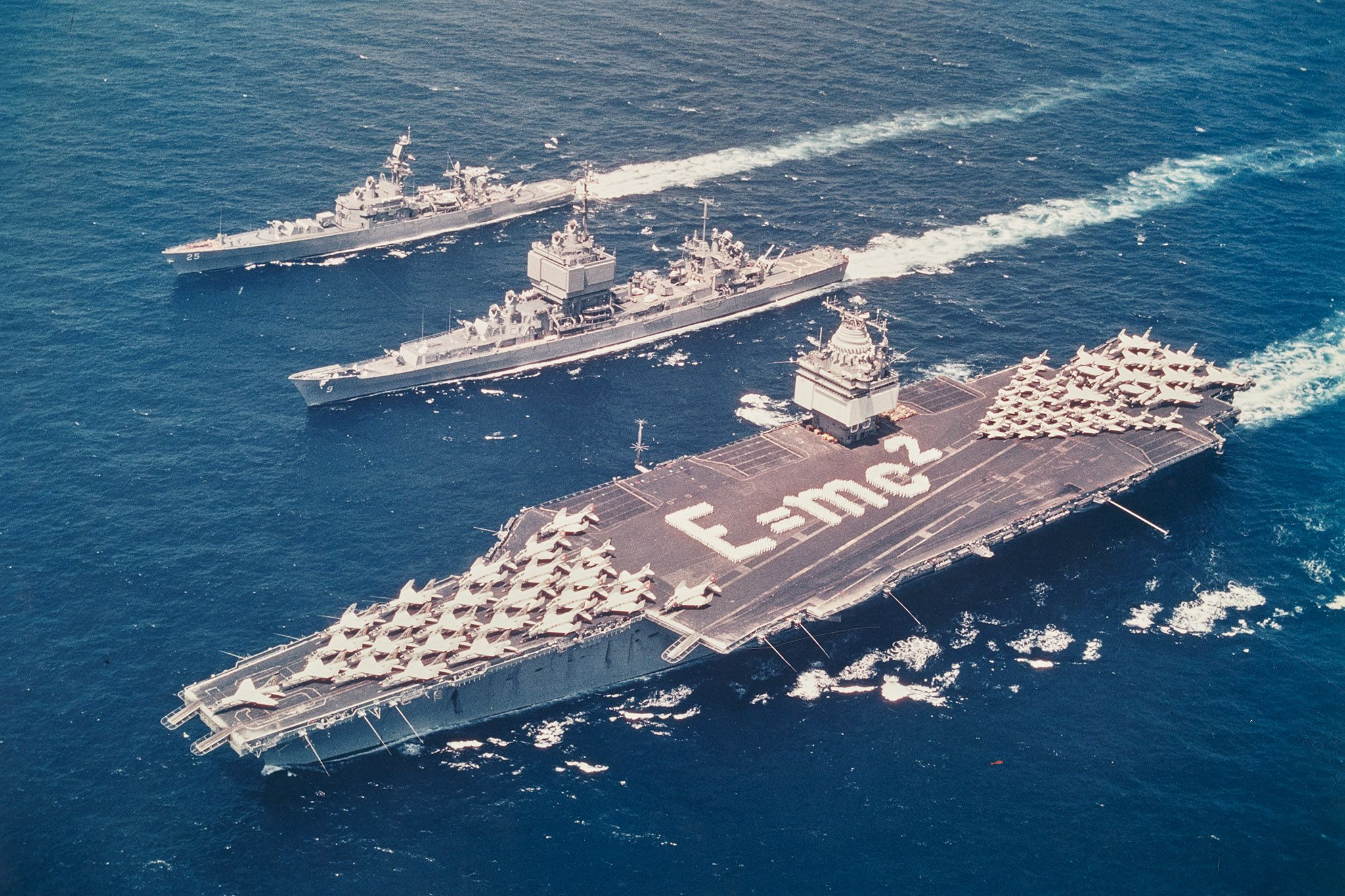
USS Enterprise (1961) s eskortou

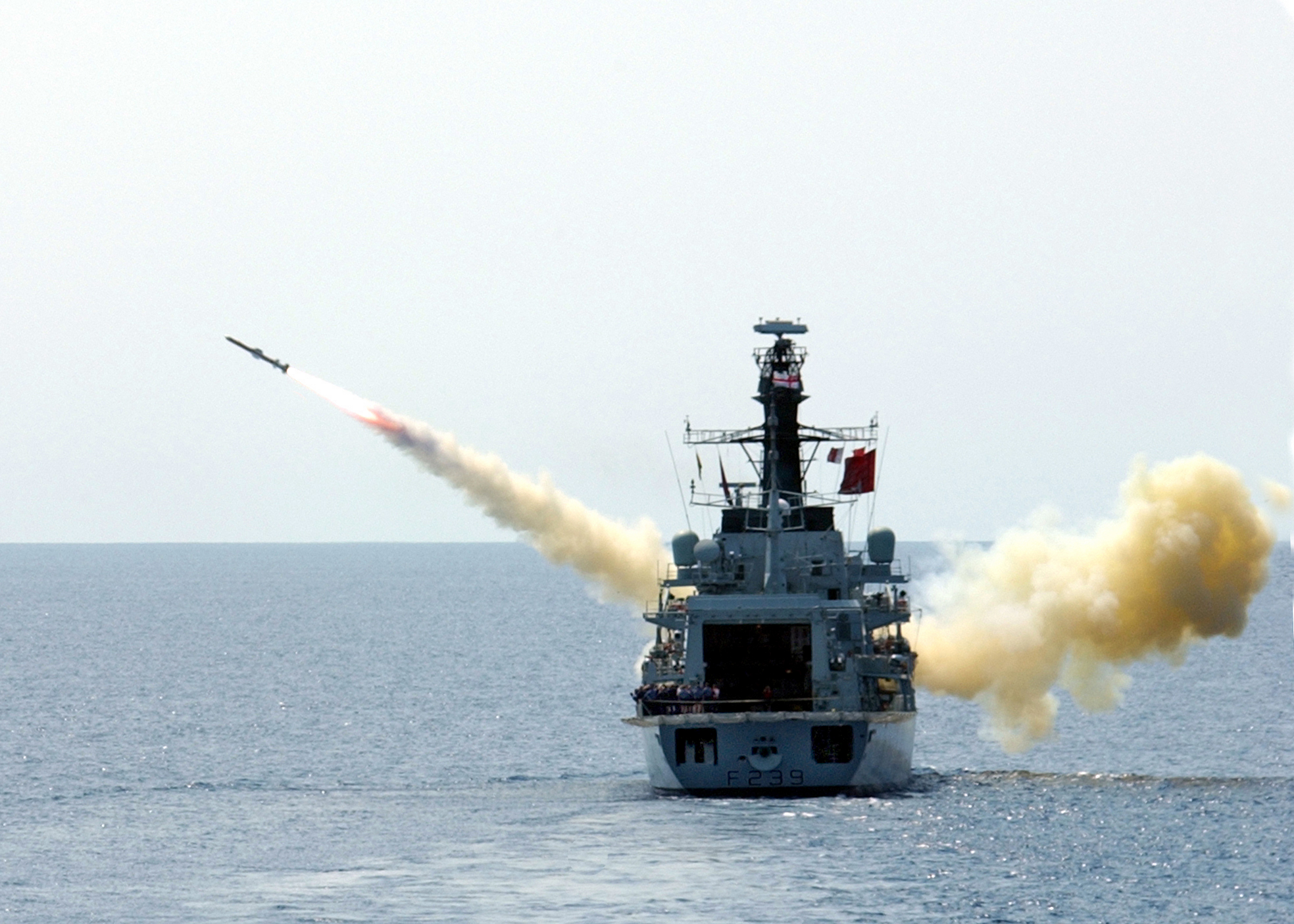
Britská fregata Richmond při odpalu střely AGM-84 Harpoon

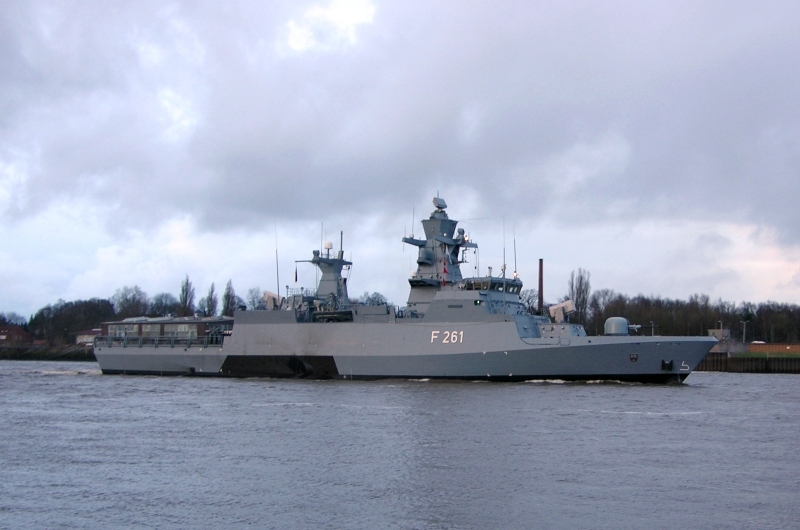
Magdeburg, německá korveta třídy Braunschweig (2008)

- bitevní křižník
- bitevní loď
  - dreadnought
  - kapesní bitevní loď
  - pobřežní bitevní loď
  - predreadnought

- fregata

- kaibókan
- korveta
- křižník
  - chráněný křižník
  - lehký křižník
  - nechráněný křižník
  - obrněný křižník
  - pancéřový křižník
  - protiletadlový křižník
  - průzkumný křižník
  - raketový křižník
  - těžký křižník
  - torpédový křižník
  - vrtulníkový křižník

- letadlová loď
  - letadlový křižník
  - nosič vrtulníků
  - nosič hydroplánů
- mateřská loď ponorek
- minolovka
- minonoska
- obrněnec
  - monitor
- ponorka
  - miniponorka
- stíhač ponorek
- torpédoborec
  - eskortní torpédoborec
  - vrtulníkový torpédoborec
  - torpédovka
- vznášedlo
- výsadková loď
  - Amphibious Transport Dock
  - vrtulníková výsadková loď
  - výsadková doková loď
  - tanková výsadková loď

## Válečné čluny
- dělový člun
- hlídkový člun
- raketový člun
- torpédový člun
- vyloďovací člun

## Historické typy
- řecká triéra, římská triréma
- pentera
- fénická diéra
- římská queréma, římská quinqueréma
- římská biréma
- římská liburna
- dromona
- galéra, galeasa
- galeona
- šebeka
- feluka
- válečné plachetnice